# Saint-Lupicin
Saint-Lupicin és un municipi francès situat al departament del Jura i a la regió de Borgonya - Franc Comtat. L'any 2007 tenia 2.230 habitants.

## Demografia

### Població
El 2007 la població de fet de Saint-Lupicin era de 2.230 persones. Hi havia 879 famílies de les quals 257 eren unipersonals (150 homes vivint sols i 107 dones vivint soles), 282 parelles sense fills, 291 parelles amb fills i 49 famílies monoparentals amb fills.
La població ha evolucionat segons el següent gràfic:
Habitants censats

### Habitatges
El 2007 hi havia 979 habitatges, 902 eren l'habitatge principal de la família, 46 eren segones residències i 31 estaven desocupats. 606 eren cases i 366 eren apartaments. Dels 902 habitatges principals, 583 estaven ocupats pels seus propietaris, 300 estaven llogats i ocupats pels llogaters i 20 estaven cedits a títol gratuït; 15 tenien una cambra, 80 en tenien dues, 155 en tenien tres, 237 en tenien quatre i 416 en tenien cinc o més. 667 habitatges disposaven pel capbaix d'una plaça de pàrquing. A 450 habitatges hi havia un automòbil i a 360 n'hi havia dos o més.

### Piràmide de població
La piràmide de població per edats i sexe el 2009 era:
| Homes | Edats   | Dones |
| ----- | ------- | ----- |
| 0     | 95 o +  | 0     |
| 0     | 90 a 94 | 12    |
| 4     | 85 a 89 | 12    |
| 12    | 80 a 84 | 16    |
| 32    | 75 a 79 | 44    |
| 44    | 70 a 74 | 28    |
| 48    | 65 a 69 | 32    |
| 32    | 60 a 64 | 44    |
| 84    | 55 a 59 | 56    |
| 88    | 50 a 54 | 88    |
| 88    | 45 a 49 | 52    |
| 72    | 40 a 44 | 56    |
| 80    | 35 a 39 | 124   |
| 56    | 30 a 34 | 52    |
| 96    | 25 a 29 | 76    |
| 64    | 20 a 24 | 48    |
| 72    | 15 a 19 | 84    |
| 100   | 10 a 14 | 68    |
| 80    | 5 a 9   | 36    |
| 40    | 0 a 4   | 64    |

## Economia
El 2007 la població en edat de treballar era de 1.449 persones, 1.069 eren actives i 380 eren inactives. De les 1.069 persones actives 971 estaven ocupades (521 homes i 450 dones) i 98 estaven aturades (53 homes i 45 dones). De les 380 persones inactives 118 estaven jubilades, 113 estaven estudiant i 149 estaven classificades com a «altres inactius».

### Ingressos
El 2009 a Saint-Lupicin hi havia 906 unitats fiscals que integraven 2.280 persones, la mediana anual d'ingressos fiscals per persona era de 17.769,5 €.

### Activitats econòmiques
Dels 105 establiments que hi havia el 2007, 2 eren d'empreses extractives, 1 d'una empresa alimentària, 14 d'empreses de fabricació d'altres productes industrials, 12 d'empreses de construcció, 23 d'empreses de comerç i reparació d'automòbils, 3 d'empreses de transport, 3 d'empreses d'hostatgeria i restauració, 13 d'empreses financeres, 5 d'empreses immobiliàries, 8 d'empreses de serveis, 14 d'entitats de l'administració pública i 7 d'empreses classificades com a «altres activitats de serveis».
Dels 31 establiments de servei als particulars que hi havia el 2009, 1 era una oficina de correu, 3 oficines bancàries, 2 funeràries, 2 tallers de reparació d'automòbils i de material agrícola, 2 autoescoles, 3 guixaires pintors, 4 lampisteries, 4 electricistes, 2 empreses de construcció, 2 perruqueries, 2 restaurants, 1 agència immobiliària i 3 salons de bellesa.
Dels 5 establiments comercials que hi havia el 2009, 1 era un hipermercat, 1 una botiga de més de 120 m², 1 una botiga de menys de 120 m², 1 una fleca i 1 una llibreria.

## Equipaments sanitaris i escolars
L'únic equipament sanitari que hi havia el 2009 era una farmàcia.
El 2009 hi havia 1 escola maternal i 2 escoles elementals.

## Poblacions més properes
El següent diagrama mostra les poblacions més properes.